# Ao Nang
Ao Nang (em tailandês:  อ่าวนาง) é uma pequena região turística e subdistrito de Mueang Krabi, província de Krabi, Tailândia.

## Geografia
Ao Nang é uma região central da província costeira de Krabi, Tailândia. A cidade consiste principalmente numa rua principal, dominada por restaurantes, bares, lojas, todo um comércio destinado a turistas. A praia principal é usada por banhistas, contudo existe uma forte presença de barcos denominados Ruea Hang Yao, que oferecem acesso a outras praias no continente e nas ilhas próximas do país.

## Atrações Turísticas
Existe avários centros de mergulho que oferecem cursos básicos deste tipo de prática. As ilhas fora de Ao Nang são de fácil acesso comparativamente a muitos locais de mergulho como as Ilhas Phi Phi. O local possuí vários sítios propícios à escalada, uma atividade amplamente disponível em centros de Ao Nang.